# Gao (região)
Gao é uma região do Mali. Sua capital é a cidade de Gao.

## Demografia
- Censo de 2009: 544 120 habitantes
- Censo de 1998: 495 178 habitantes

A densidade populacional no censo de 2009 era de 3,2 pessoas/km².

## Cercles
A região de Gao está subdividida em 4 cercles: 
| Populações nos últimos dois censos | Populações nos últimos dois censos | Populações nos últimos dois censos |
| Cercle                             | 1998                               | 2009                               |
| ---------------------------------- | ---------------------------------- | ---------------------------------- |
| Ansongo                            | 109 419                            | 132 205                            |
| Bourem                             | 110 166                            | 115 958                            |
| Gao                                | 189 234                            | 239,853                            |
| Ménaka                             | 86 359                             | 56 104                             |